# Teleosauridae
De Teleosauridae zijn een groep uitgestorven Crocodyliformes. Ze behoorden tot de Mesoeucrocodylia en leefden van het Vroeg-Jura tot in het Krijt.

## Taxonomie en Verwantschap
De familie werd in 1871 benoemd door Edward Drinker Cope. De eerste definitie als klade was in 2005 door Paul Sereno: de groep bestaande uit Teleosaurus cadomensis (Lamouroux 1820) en alle soorten nauwer verwant aan Teleosaurus dan aan Metriorhynchus geoffroyi (Meyer 1832) of de nijlkrokodil Crocodylus niloticus (Laurenti 1768). De Teleosauridae zijn mesoeucrocodyliërs en behoren meer bepaaldelijk vermoedelijk tot de Thalattosuchia en zijn daarbinnen nauw verwant aan de Metriorhynchidae. De vroegst bekende soorten, zoals Pelagosaurus en Teleosaurus, stammen uit het Vroeg-Jura (Hettangien, 188 miljoen jaar geleden); de laatste resten dateren uit het Barremien, 136 miljoen jaar geleden.

## Uiterlijk en Leefwijze
De teleosauriden leefden in zee en leken sterk op de huidige gavialen, en waren met drie tot zes meter lengte ongeveer even groot. Een uitzondering vormde de tien meter lange Machimosaurus. Ze hadden zeer lange kaken, nog langer dan gavialen. Deze waren bezet met in elkaar grijpende, rechte kegelvormige tanden — ideaal om glibberige prooien mee te vangen, zoals vissen en inktvissen. Teleosauriden waren de oudste bekende vormen die op huidige krokodillen leken.

## Genera
- Teleosaurus
- Machimosaurus
- Haematosaurus
- Gavialinum
- Mycterosuchus
- Mystriosaurus
- Platysuchus
- Steneosaurus
- Pelagosaurus
- Peipehsuchus